# Urna (mesura)
Urna (plural llatí urnae) era una mesura romana de capacitat de líquids, equivalent a la meitat de la principal mesura d'aquesta mena, l'àmfora o quadrantal.
El seu nom derivaria de la funció més general d'una urna, que era un atuell per contenir aigua o altres substàncies (tant líquids com sòlids). Hi havia també urnes amb una finalitat religiosa i urnes amb finalitat electoral. Titus Livi parla dels nominibus in urnam coniectis ('un cop posats els noms dins de les urnes'). Per aquest últim significat vegeu urna romana.